# Bela palica
Bela palica je pomagalo slepim in slabovidnim; z njo se orientirajo po bližnjem okolju, hkrati pa je bela palica prepoznavni znak slepih, s pomočjo katere opozarjajo ljudi v okolici na svojo situacijo. Postala je kar simbol slepih in slabovidnih in leta 1970 je mednarodna zveza slepih razglasila mednarodni dan bele palice. 

## Zgodovina
Slepi so si že od nekdaj pomagali s palicami, s katerimi so tipali po okolju in se tako orientirali ter izmikali oviram. Bela palica se je pojavila po prvi svetovni vojni in kmalu postala simbol slepote. Prvi naj bi svojo palico pobarval na belo britanski fotograf James Biggs. Biggs je oslepel leta 1921 v nesreči. Z belo palico je želel opozoriti ljudi v prometu na svojo slepoto. 

## Vrste in oblike belih palic
Bele palice so narejene iz različnih snovi; tradicionalno so bile lesene, danes pa so pogosto iz umetnih mas ali aluminija. Tudi izvedbe so različne - prvotne palice so bile iz enega kosa, danes pa so pogoste tako imenovane teleskopske bele palice, ki so sestavljene iz več delov in se zložijo kot antena, in zložljive bele palice, katere deli preložijo eden na drugega.